# Trà hoa vàng Văn Lang
Trà hoa vàng Văn Lang (danh pháp khoa học: Camellia vanlangensis V.D. Luong & V.T. Pham) là một loài thực vật nằm trong chi Chè (Camellia L.), thuộc họ Chè (Theaceae). Loài này được phát hiện ra từ năm 2021, sau một thời gian nghiên cứu, phân tích các đặc điểm mới được mô tả khoa học lần đầu tiên vào năm 2023. Trà hoa vàng Văn Lang được tìm thấy trong rừng lá rộng thường xanh nguyên sinh xen lẫn với tre nứa ở độ cao khoảng 800 m ở huyện Lang Chánh và huyện Như Xuân của tỉnh Thanh Hóa.

## Đặc điểm

### Thân cây
Trà hoa vàng Văn Lang là loài cây thường xanh, thân gỗ, cao 5–8 m, đường kính tại gốc khoảng 15 cm, tán lá thưa và rộng. Vỏ cây màu xanh lục đậm với các mảng trắng xám lớn. Cành non có đường kính khoảng 0.5 cm, màu đỏ, sau chuyển sang màu xanh lục đậm, có lông tơ (tomentose) thưa thớt. Chồi đầu nhỏ, hình nón, có đường kính khoảng 0,3 cm, bề mặt bên ngoài phủ lông trắng.

### Lá cây
Lá có cuống dày, cong, dài khoảng 15–19 mm, đường kính 4–5 mm, màu đỏ và có lông khi còn non, chuyển sang màu xanh lục đậm và thưa thớt tomentose khi già. Phiến lá mỏng, hình elip thuôn dài, dài 25–33 cm, rộng 7.5-12.5 cm. Mặt trên nhẵn, bóng và màu xanh lục đậm. Mặt dưới màu lục nhạt, thưa thớt tomentose. Đỉnh lá nhọn. Gốc hình tim, có nhiều nếp gấp; mép nguyên đến hơi có răng cưa, hơi lộn ngược. Gân phụ không chạm đến mép, rõ ràng trên cả hai mặt, mặt trên lõm, mặt dưới nổi rõ; gân giữa màu đỏ và có lông ở mặt dưới khi còn non, chuyển sang màu vàng xanh và thưa thớt tomentose khi già; gân phụ khoảng 16-22 đôi.

### Hoa
Nụ hoa có màu vàng tươi, hình elip, dài khoảng 3,5 cm và đường kính 2,5 cm.
Hoa mọc đơn lẻ, ở đầu cành, hình chén, đường kính 5–8 cm, màu vàng kim. Cuống hoa dài khoảng 1 cm, đường kính 0,3 cm, có lá bắc và đài hoa bao phủ, nhẵn. Lá bắc 5-6, đôi khi khô khi còn nụ, bền, kích thước và hình dạng thay đổi, hình gần tròn, hình tam giác, hình trứng, hình elip rộng. Lá bắc nhỏ nhất dài khoảng 0,6 cm và rộng 0,7 cm, lá bắc lớn nhất dài 3,2 cm và rộng 1,0 cm. Màu xanh đậm đến xanh nhạt, cam hoặc cam đỏ, lõm, mặt trên gần như nhẵn ngoại trừ phần gốc, mặt dưới thưa thớt có lông tơ.
Nhị hoa có 130-150 nhị, 5 vòng xoáy. Chỉ nhị dài 25–37 mm, đường kính khoảng 0.6 mm. Các chỉ nhị bên ngoài hợp nhất ở gốc thành ống dài 19–23 mm từ gốc. Bao phấn dài 2.6-4.0 mm, rộng 1 mm, màu vàng kim.
Bầu nhụy có 3-5 ngăn, hình nón, có góc cạnh, dài 3.6-4.6 mm, đường kính 4.0-5.5 mm. Vòi nhụy 3-5, rời từ gốc, dài 25–28 mm.

### Quả
Quả nang hình gần cầu, đường kính 4–5 cm, bề mặt sần sùi, 5 gân rõ ràng, lõm ở đỉnh. Có một hạt trong mỗi ngăn, hạt hình gần cầu hoặc hình cầu tam giác, đường kính 2-2.3 cm, gần như nhẵn, màu nâu đậm, nhẵn.

## Phân bố và sinh thái
Loài Camellia vanlangensis được tìm thấy trong một khu rừng lá rộng thường xanh nguyên sinh xen lẫn với tre bị ảnh hưởng nặng nề ở độ cao khoảng 800 mét tại các huyện Lang Chánh và Nhu Xuân, tỉnh Thanh Hóa.
Loài này phát triển dọc theo thung lũng suối hoặc ở nơi râm mát trên sườn núi có nhiều đá lộ ra. Trong khu vực này, loài này mọc cùng với các loài thực vật khác như Angiopteris sp. (họ Marattiaceae), Asplenium nidus (họ Aspleniaceae), Cyathea sp. (họ Cyatheaceae), Tectaria decurrens, Tectaria sp. (họ Tectariaceae), Musa sp. (họ Musaceae), Leea sp. (họ Vitaceae), Homalomena sp. (họ Araceae), Arenga sp. (họ Arecaceae), Costus sp. (họ Costaceae), Pollia sp., Commelina sp. (họ Commelinaceae), Trevesia sp. (họ Araliaceae), Curculigo sp. (họ Hypoxidaceae), Xanthophytum sp. (họ Rubiaceae), Aglaonema sp., Pothos sp., Rhaphidophora sp. (họ Araceae), Garcinia sp. (họ Clusiaceae), Alpinia sp. (họ Zingiberaceae), Saurauia sp. (họ Actinidiaceae), Piper sp. (họ Piperaceae), Phoebe sp. (họ Lauraceae), Liparis sp. (họ Orchidaceae), Hopea chinensis (họ Dipterocarpaceae).
Loài này ra hoa từ tháng 10 đến tháng 12 và kết trái từ tháng 12 đến tháng 8 của năm sau.

## Tình trạng loài
Hiện tại, Camellia vanlangensis được biết đến từ hai quần thể ở tỉnh Thanh Hóa. Một trong số đó là ở huyện Lang Chánh, nơi các mẫu vật điển hình được thu thập. Quần thể còn lại được người dân địa phương ghi nhận ở huyện Nhu Xuân. Môi trường sống của loài này không thuộc bất kỳ khu bảo tồn nào và bị đe dọa nghiêm trọng bởi quá trình canh tác, khai thác gỗ, đốt củi... Nó cũng bị đe dọa nghiêm trọng bởi những người đam mê trà. Dựa trên các tiêu chí từ Liên minh Quốc tế Bảo tồn Thiên nhiên và Tài nguyên Thiên nhiên (2019) - IUCN, phạm vi xuất hiện (EOO) của loài này nhỏ hơn 1 km2 và diện tích chiếm hữu (AOO) là 8.000 km2, thuộc loài cực kỳ nguy cấp (CR) với B1ab (i-iv) + B2ab (i-iv)

## Trà hoa vàng Văn Lang và hai loài gần gũi
Loài Trà hoa vàng mới này rất giống với Camellia impressinervis và C. calcicola ở những nhánh non và cuống lá có lông mịn, kích thước hoa gần như giống nhau, lá bắc và lá đài lớn và nhiều, và số lượng lông nhụy nhiều. Tuy nhiên, loài mới có thể phân biệt với C. impressinervis qua những đặc điểm sau: gốc lá hình tim (so với tròn đến tròn tù), mép lá nguyên hoặc hơi có răng cưa (so với có răng cưa mạnh), số mạch lá phụ nhiều hơn (16–22 so với 9–11 cặp), lá đài dài hơn (3,5–4.3 so với 0,1–1,0 cm), ít lông mịn ở bề mặt dưới của lá đài (so với không lông ở cả hai bên), và quả nang lớn hơn (4–5 so với 3 cm). Trong khi đó, loài mới cũng có thể phân biệt với C. calcicola qua bề mặt dưới của lá ít lông mịn (so với không lông ở mặt trên và có lông ở mặt dưới), mép lá nguyên hoặc hơi có răng cưa (so với có răng cưa), lá đài dài hơn (3,5–4.3 so với 0,9–1,4 cm), bề mặt dưới của lá đài ít lông mịn (so với có lông ở cả hai bên), không lông ở cả hai bên của cánh hoa (so với có lông ở cả hai bên), cánh hoa lớn hơn (2,8–4,3 × 1,8–3,1 so với 0,9–1,4 × 0,7–1,0 cm), cánh hoa không lông (so với có lông ở phần cơ bản của nhụy nội), bầu nhụy không lông (so với có lông), và thụ tinh không lông (so với có lông ở phần dưới).